# Walentyn Dschyma
Walentyn Iwanowytsch Dschyma (ukrainisch Валентин Іванович Джима; * 21. September 1965 in Kiew) ist ein ehemaliger ukrainischer Biathlet.
Walentyn Dschyma lebt in Sumy. Er begann 1981 mit dem Biathlonsport. Er profitierte von der Neuordnung der nachsowjetischen Strukturen mit einem Dutzend neuer Nationalverbände, da er sich bis dahin international gegen die starke interne sowjetische Konkurrenz nicht durchsetzen konnte. Für das neu geschaffene ukrainische Nationalteam gehörte er von Beginn an zu den Leistungsträgern. Sein internationales Debüt gab er zum Auftakt der Saison 1992/93 in Pokljuka im Biathlon-Weltcup, wo er 62. des Sprints und 32. des Einzels wurde. Bei den zwischenolympischen Weltmeisterschaften 1993 in Borowetz kam er erstmals bei einem Großereignis zum Einsatz und wurde an der Seite von Vitaliy Mohilenko, Toras Dolniy und Ivan Maksymov mit der ukrainischen Staffel Fünfter. Im weiteren Saisonverlauf gewann Dschyma in Östersund als 17. eines Sprints erstmals Weltcuppunkte. Es war zugleich das beste Einzelergebnis in der Karriere des Ukrainers. Höhepunkt seiner Karriere wurde die Teilnahme an den Olympischen Spielen 1994 in Lillehammer. Im Sprint wurde Dschyma 40., im Staffelrennen belegte er mit Vitaliy Mohilenko, Toras Dolniy und Roman Swonkow den 15. Platz und hatte mit einer Strafrunde auch einen persönlichen Anteil an der für die Ukraine schlechten Platzierung. Bei den Europameisterschaften 1995 in Le Grand-Bornand gewann er gemeinsam mit Ruslan Lyssenko, Swonkow und Popow hinter den Staffeln aus Belarus und Deutschland die Bronzemedaille. Letzte internationale Meisterschaften wurden die Weltmeisterschaften 1995 in Antholz, bei denen er 71. des Sprints und 54. des Einzels wurde. Seine letzten internationalen Rennen bestritt er zum Auftakt der Saison 1995/96 in Östersund.
Julija Dschyma ist seine Tochter.

## Biathlon-Weltcup-Platzierungen
Die Tabelle zeigt alle Platzierungen (je nach Austragungsjahr einschließlich Olympische Spiele und Weltmeisterschaften).
- 1.–3. Platz: Anzahl der Podiumsplatzierungen
- Top 10: Anzahl der Platzierungen unter den ersten zehn (einschließlich Podium)
- Punkteränge: Anzahl der Platzierungen innerhalb der Punkteränge (einschließlich Podium und Top 10)
- Starts: Anzahl gelaufener Rennen in der jeweiligen Disziplin

| Platzierung                                              | Einzel | Sprint | Verfolgung | Massenstart | Team | Staffel | Gesamt |
| -------------------------------------------------------- | ------ | ------ | ---------- | ----------- | ---- | ------- | ------ |
| 1. Platz                                                 |        |        |            |             |      |         |        |
| 2. Platz                                                 |        |        |            |             |      |         |        |
| 3. Platz                                                 |        |        |            |             |      |         |        |
| Top 10                                                   |        |        |            |             |      | 1       | 1      |
| Punkteränge                                              | 1      | 2      |            |             |      | 2       | 5      |
| Starts                                                   | 10     | 10     |            |             |      | 2       | 22     |
| Stand: Karriereende, Daten möglicherweise nicht komplett |        |        |            |             |      |         |        |